# UFC 111
UFC 111: St-Pierre vs Hardy var en mixed martial arts-gala arrangerad av Ultimate Fighting Championship (UFC) i Newark, New Jersey, USA den 27 mars 2010.

## Bakgrund
Galans huvudmatch var en titelmatch i weltervikt mellan den regerande fyrfaldiga mästaren Georges St. Pierre och utmanaren Dan Hardy. Hardy fick titelmatchen efter att ha vunnit sina fyra första matcher i organisationen, senast på UFC 105 mot Mike Swick.
Efter att UFC:s regerande tungviktsmästare Brock Lesnar tvingats ta en längre paus från MMA på grund av sjukdom valde organisationen att införa en interim-titel i viktklassen. Shane Carwin, som var obesegrad, skulle egentligen möta Lesnar i en titelmatch men efter Lesnars sjukdom omöjliggjorde detta fick han istället möta före detta tungviktsmästaren Frank Mir. Vinnaren av interim-titeln skulle sedan möta Lesnar om titeln som obestridd mästare då han återhämtat sig från sjukdomen.
En match mellan Martin Kampmann och Ben Saunders var inbokad till UFC 111 men då Kampmann tvingades lämna återbud några veckor innan galan ersattes han med Jake Ellenberger. Saunders kom till sist trots detta att möta Jon Fitch efter att Fitch motståndare Thiago Alves tvingats lämna återbud efter att en datortomografi påvisat en avvikelse i hans hjärna. Ellenberger blev efter detta utan match på galan.
Nate Diaz skulle gå sin första match UFC-match som welterviktare efter att tidigare ha gått nio matcher som lättviktare i organisationen. Han skulle möta Rory Markham som dock vid invägningen vägde sex lbs för mycket (177 lbs mot tillåtna 171). Markham tvingades böta 20% av sin lön till Diaz och matchen genomfördes som catchvikt-match.

## Efterspel
Efter galan blev Rousimar Palhares avstängd i 90 dagar då han inte släppte sitt submission-grepp när domaren gick in för att bryta matchen mot polacken Tomasz Drwal då denne signalerat att han gav upp.

## Resultat

### Underkort
|                                                                                  | Matthew Riddle | Weltervikt | Greg Soto |  |
| Segrare: Soto diskvalificerades på grund av en olaglig spark efter 1:30 i rond 3 |                |            |           |  |

|  | Rodney Wallace        | Lätt tungvikt              | Jared Hamman |  |
|  | (28-29, 28-29, 28-29) | Segrare: enhälligt domslut |              |  |

|                                                     | Rousimar Palhares | Mellanvikt | Tomasz Drwal |  |
| Segrare: submission (heel-hook) efter 0:45 i rond 1 |                   |            |              |  |

|                                                            | Ricardo Almeida | Weltervikt | Matt Brown |  |
| Segrare: submission (rear-naked choke) efter 3:30 i rond 2 |                 |            |            |  |

|                                         | Nate Diaz | Catchvikt (177lbs) | Rory Markham |  |
| Segrare: TKO (slag) efter 2:47 i rond 1 |           |                    |              |  |

### Huvudkort
|                            | Jim Miller            | Lättvikt | Mark Bocek |  |
| Segrare: enhälligt domslut | (29–28, 29–28, 29–28) |          |            |  |

|                            | Jon Fitch             | Weltervikt | Ben Saunders |  |
| Segrare: enhälligt domslut | (30–27, 30–27, 30–27) |            |              |  |

|                                                            | Kurt Pellegrino | Lättvikt | Fabricio Camoes |  |
| Segrare: submission (rear-naked choke) efter 4:20 i rond 2 |                 |          |                 |  |

|  | Frank Mir | Tungvikt Titelmatch                    | Shane Carwin |  |
|  |           | Segrare: KO (slag) efter 3:48 i rond 1 |              |  |

|                            | Georges St. Pierre (M) | Weltervikt Titelmatch | Dan Hardy |  |
| Segrare: enhälligt domslut | (50–43, 50–44, 50–45)  |                       |           |  |

## Bonusar
En bonus på $65 000 delas ut till Kvällens match, Kvällens knockout samt Kvällens submission.
- Kvällens match: Rodney Wallace mot Jared Hamman
- Kvällens knockout: Shane Carwin
- Kvällens submission: Kurt Pellegrino

### Webbkällor
- ”UFC 111 Results & Live Play-by-Play”. sherdog.com. http://www.sherdog.com/news/news/UFC-111-Results-amp-Live-Play-by-Play-23468. Läst 24 januari 2011.

### Fotnoter
1. 1 2  ”New Jersey's UFC 111 event draws 17,000 attendance and $4 million live gate”. mmajunkie.com. Arkiverad från originalet den 30 juni 2012. https://archive.is/20120630015355/http://mmajunkie.com/news/18483/new-jerseys-ufc-111-event-draws-17000-attendance-and-4-million-live-gate.mma. Läst 24 januari 2011.
2. ↑  ”UFC 111 PPV adversely impacts WrestleMania 26 buyrate:”. bloodyelbow.com. Arkiverad från originalet den 9 juni 2010. https://web.archive.org/web/20100609235253/http://www.bloodyelbow.com/2010/5/6/1460993/ufc-111-ppv-adversely-impacts. Läst 24 januari 2011.
3. ↑  ”Shane Carwin vs. Frank Mir set for interim title; UFC 111 official for March”. mmajunkie.com. Arkiverad från originalet den 25 maj 2012. https://archive.is/20120525133855/http://mmajunkie.com/news/17399/shane-carwin-vs-frank-mir-set-for-interim-title-ufc-111-official-for-march.mma. Läst 24 januari 2011.
4. ↑  ”Kampmann out, Ellenberger faces Saunders at UFC 111 in March”. mmajunkie.com. Arkiverad från originalet den 25 maj 2012. https://archive.is/20120525133845/http://mmajunkie.com/news/17884/kampmann-out-ellenberger-faces-saunders-at-ufc-111-in-march.mma. Läst 24 januari 2011.
5. ↑  ”Alves out of UFC 111 due to failed CT scan, Pellegrino vs. Camoes promoted to PPV”. mmajunkie.com. Arkiverad från originalet den 25 maj 2012. https://archive.is/20120525133922/http://mmajunkie.com/news/18441/thiago-alves-out-of-ufc-111-failed-ct-scan-to-blame.mma. Läst 24 januari 2011.
6. ↑  ”GSP wins decision after failing to finish Hardy”. sportsnet.ca. Arkiverad från originalet den 29 juli 2010. https://web.archive.org/web/20100729131701/http://www.sportsnet.ca/mma/2010/03/27/ufc-111-0/. Läst 24 januari 2011.
7. ↑  ”UFC 111 suspensions: Palhares receives disciplinary action, Riddle out indefinitely”. mmajunkie.com. Arkiverad från originalet den 25 maj 2012. https://archive.is/20120525133915/http://mmajunkie.com/news/18482/ufc-111-suspensions-palhares-receives-disciplinary-action-riddle-out-indefinitely.mma. Läst 24 januari 2011.
8. ↑  ”UFC 111 Bonuses: Carwin, Pellegrino, Hamman, Wallace Bank $65K”. sherdog.com. http://www.sherdog.com/news/news/UFC-111-Bonuses-Carwin-Pellegrino-Hamman-Wallace-Bank-65K-23506. Läst 24 januari 2011.